# Reinhold Fellenberg

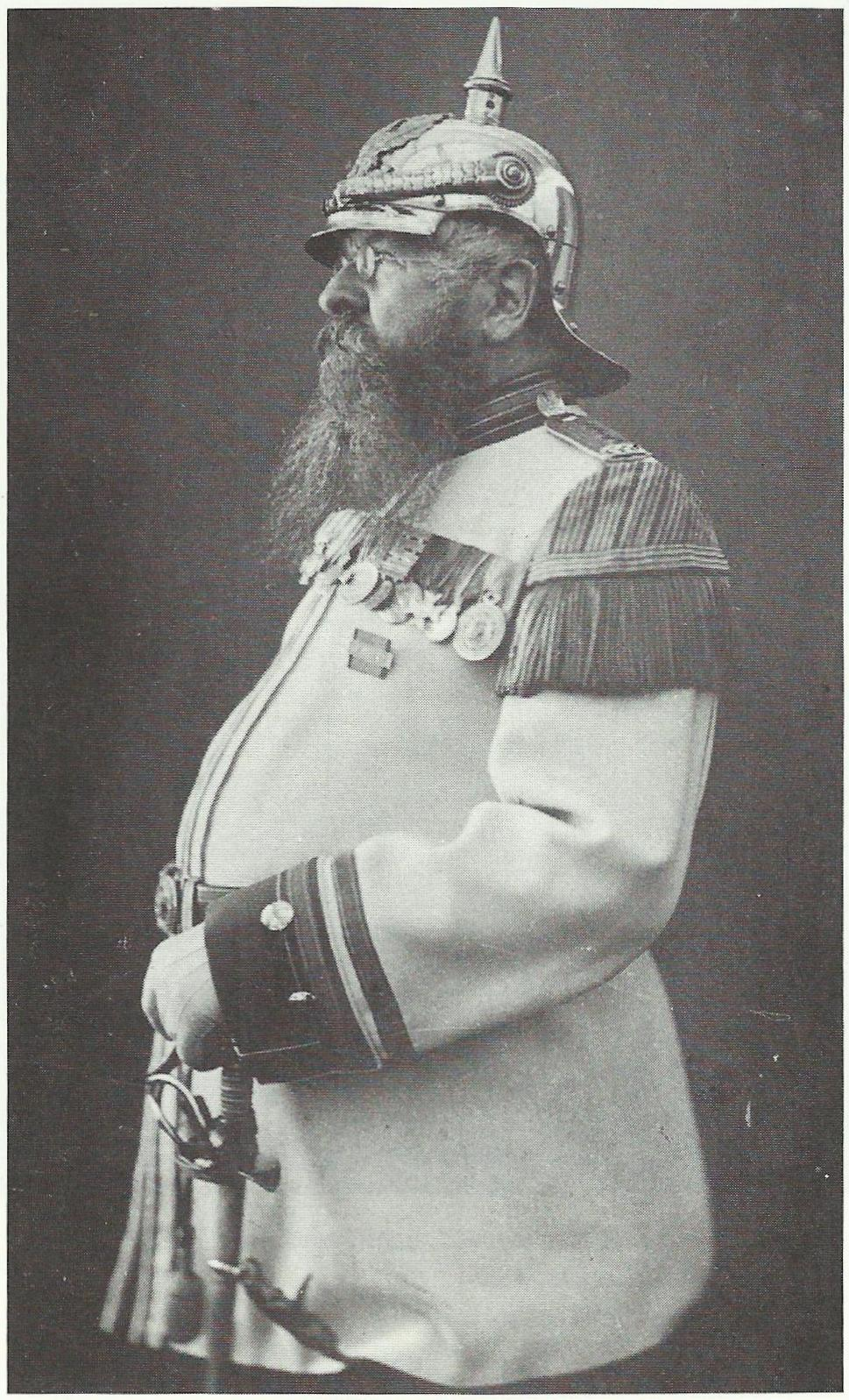
Reinhold Fellenberg

Reinhold Fellenberg (* 20. Juni 1848 in Freystadt, Niederschlesien; † 6. Juli 1912 in Godesberg) war ein deutscher Militärmusiker, Stabstrompeter, Komponist und Karnevalist. 

## Leben
Fellenberg wuchs als Sohn eines Webermeisters im niederschlesischen Freystadt (heute Kożuchów) auf. Sein Onkel mütterlicherseits, Stadtmusikus von Freystadt, förderte ihn bereits im Alter von neun Jahren durch Unterricht in Violine und Trompete. Sein erstes Trompetensolo blies er bei einem Konzert in seiner Heimatstadt. Im Alter von 15 Jahren nahm er als Solist mit Kapellen an Gastkonzerten in Berlin und Sankt Petersburg teil. Seinen Militärdienst begann Fellenberg 1866 beim 4. Posenschen Infanterie-Regiment Nr. 59 in Glogau. Dort wurde er zum Solo-Flügelhornist befördert.:93 Am Deutsch-Französischen Krieg 1870/71 nahm Fellenberg mit seiner Militärkapelle teil; für seinen Einsatz erhielt er die Kriegsgedenkmünze mit den Gefechtsspangen für die Schlachten von Weißenburg, Wörth, Sedan und Buzenval (Mont Valérien) sowie die Belagerung von Paris.:94 Anschließend war er bis 1877 beim Kürassier-Regiment „von Driesen“ (Westfälisches) Nr. 4 in Münster als Kornettist tätig. In dieser Zeit absolvierte Fellenberg eine dreijährige Ausbildung an der Königlichen Hochschule für Musik in Berlin, aufgrund derer er am 7. August 1877 zum Stabstrompeter beim Ulanen-Regiment „von Katzler“ (Schlesisches) Nr. 2 im oberschlesischen Ratibor ernannt wurde. Nachfolgender Dienstort bis 1888 war Gleiwitz.:94
Im Oktober 1888 wurde Fellenberg Stabstrompeter beim Kürassier-Regiment „Graf Gessler“ (Rheinisches) Nr. 8 in Köln-Deutz. Seine Regimentskapelle umfasste etwa 25 Mann und nahm aktiv am Gesellschaftsleben der Stadt einschließlich des Kölner Karnevals, darunter auch am Rosenmontagszug teil. 1890 erhielt er die Ernennung zum „Königlichen Musikdirigenten“. In Köln trat Fellenberg wie sein Vorgänger nicht nur als Leiter der Regimentskapelle, sondern auch als Komponist zahlreicher Militär-, Karnevals- und Büttenmärsche sowie von Mariechentänzen, Liedern, Charakterstücken und Walzern hervor. Seine größten Erfolge und Anerkennung erzielte er mit dem Kornett. In Godesberg war Fellenberg mit Aennchen Schumacher befreundet, einer ortsbekannten Wirtin und Sammlerin studentischen Liedguts, die ihm 1905 ihr Kommersbuch widmete.:97 Am 31. Oktober 1906 wurde er im Kölner Stapelhaus als Stabstrompeter verabschiedet und erhielt den Ehrennamen „Der Trompeter von Köln“. Seinen Ruhestand verbrachte Fellenberg in Godesberg, wo er noch im selben Jahr als Wohnsitz das Haus Brunnenallee 17 erwarb. Auch nach seiner Pensionierung trat er gelegentlich in Gastrollen als Piston-Solist bei Konzerten in Köln und anderen Städten auf.:98
Fellenberg war seit 1870 mit Marie Auguste Milke († 1914) verheiratet. Aus der Ehe gingen vier Töchter und der Sohn Karl (* 1873) hervor, der ebenfalls Militärmusiker und Stabstrompeter wurde und bereits im Alter von 29 Jahren verstarb.:93 Die Ruhestätte Fellenbergs und seiner Familie befindet sich auf dem Burgfriedhof in Bad Godesberg.:98 Er ist ein Urgroßvater des Komponisten und Kölner Karnevalisten Toni Steingass.

## Werke (Auswahl)
Der Musiknachlass Fellenbergs umfasst 125 Werke, davon etwa 100 Karnevalslieder- oder melodien.
- um 1880: Galoppmarsch (später in die Heeresmarschsammlung aufgenommen)[2]
- 1889: Je toller, je besser (Karnevalsmarsch)[2]
- 1890: Carnevals-Damen-Marsch (Karnevalsmarsch)[2]
- 1891: Präsident Peter Prior-Marsch (Karnevalsmarsch)[2]
- 1892: Cölner Seehafen-Marsch (Karnevalsmarsch)[2]
- 1895: Kölle bliev Kölle (Karnevalsmarsch)[2]
- zwischen 1900 und 1906: Petersberger Zahnradbahn-Marsch[1]:94
- zwischen 1900 und 1906: Zur Erinnerung an froh verlebte Stunden auf dem Petersberg (Liedersammlung, sechs Lieder)[1]:95
- Trio Ritsch, ratsch de Botz kapott (Rote Funken-Marsch)[2]